# Marcelo Fracchia
Marcelo Walter Fracchia Bilbao (Montevidéu, 4 de janeiro de 1968) é um ex-futebolista uruguaio.

## Carreira
Marcelo Fracchia representou a Seleção Uruguaia de Futebol nas Copa América de 1991.

## Ligações Externas
- Estatísticas no National Football Teams